# Дульче, Иоланда Варгас

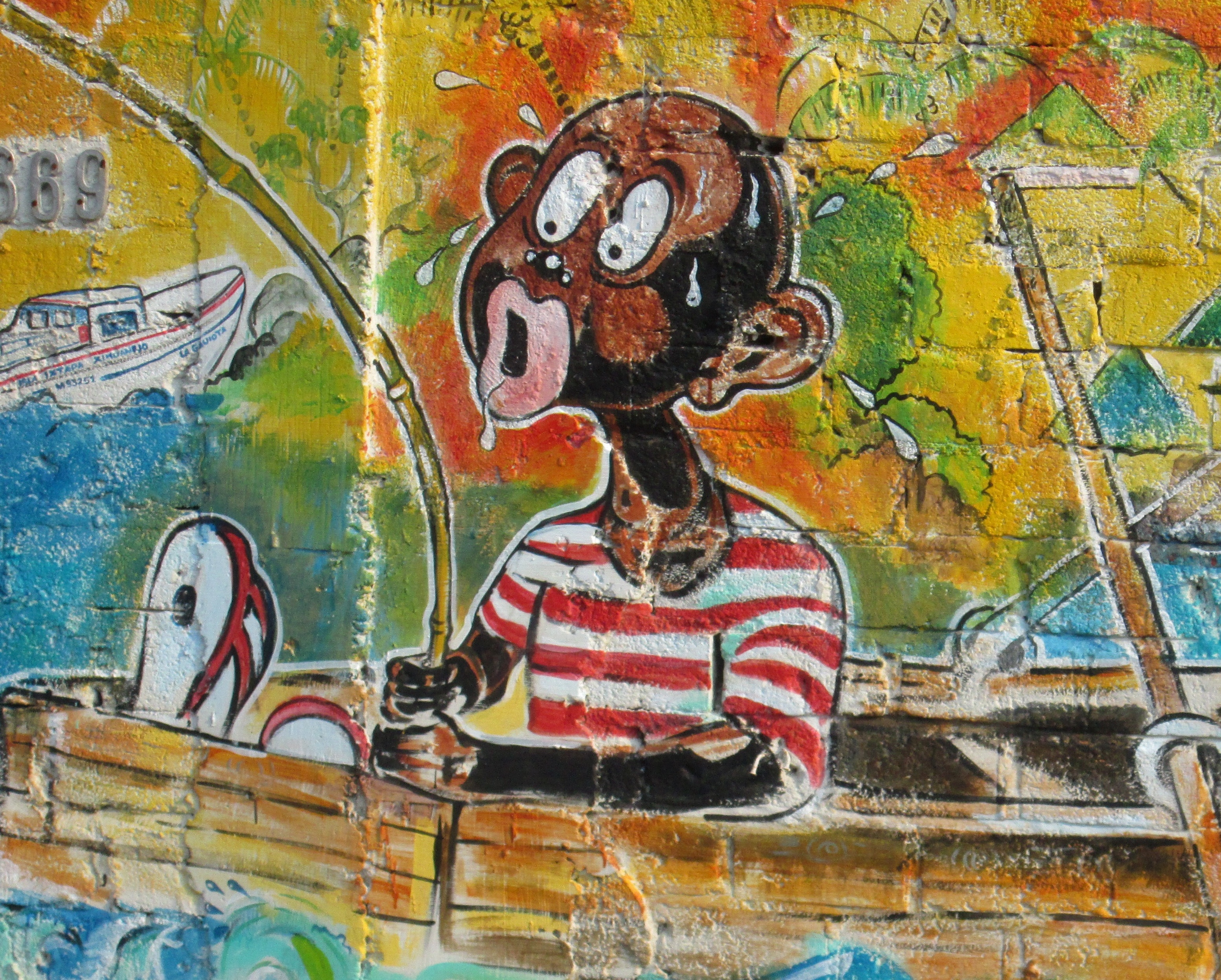
Мемин Пингвин

Иоланда Варгас Дульче (Де Ла Парра) (исп. Yolanda Vargas Dulché; 18 июля 1926, Вильяэрмоса, Табаско, Мексика — 8 августа 1999, Мехико) — мексиканская писательница и карикатуристка, прежде всего известна созданием комиксов о Мемин Пингвин и написанием сценариев для мексиканских телесериалов. Свою творческую карьеру она начала как способ дополнительного заработка нескольких газетных изданий, создав в 1943 году Мемин Пингвин (ориг. Memín Penguín). К 1960 она успешно опубликовала ряд комиксов, подталкивая своего мужа Гильермо де ла Парра на писательскую деятельность. Вместе они создали несколько успешных телесериалов, например «Руби». Иоланда Варгас получила титул «Королева комиксов», под которым известна до сих пор. В общей сложности она написала более 60 историй, большинство из которых появлялись в журнале слёзы, смех и любовь (ориг. Lágrimas, risas y amor), а затем были адаптированы для телевидения и кино.
Характерной чертой её романов является неопределённость злодея, а в зависимости от сюжета его роль и вовсе может меняться. В этом заключается философская идея того, что главным злодеем всегда выступает судьба.

## Биография

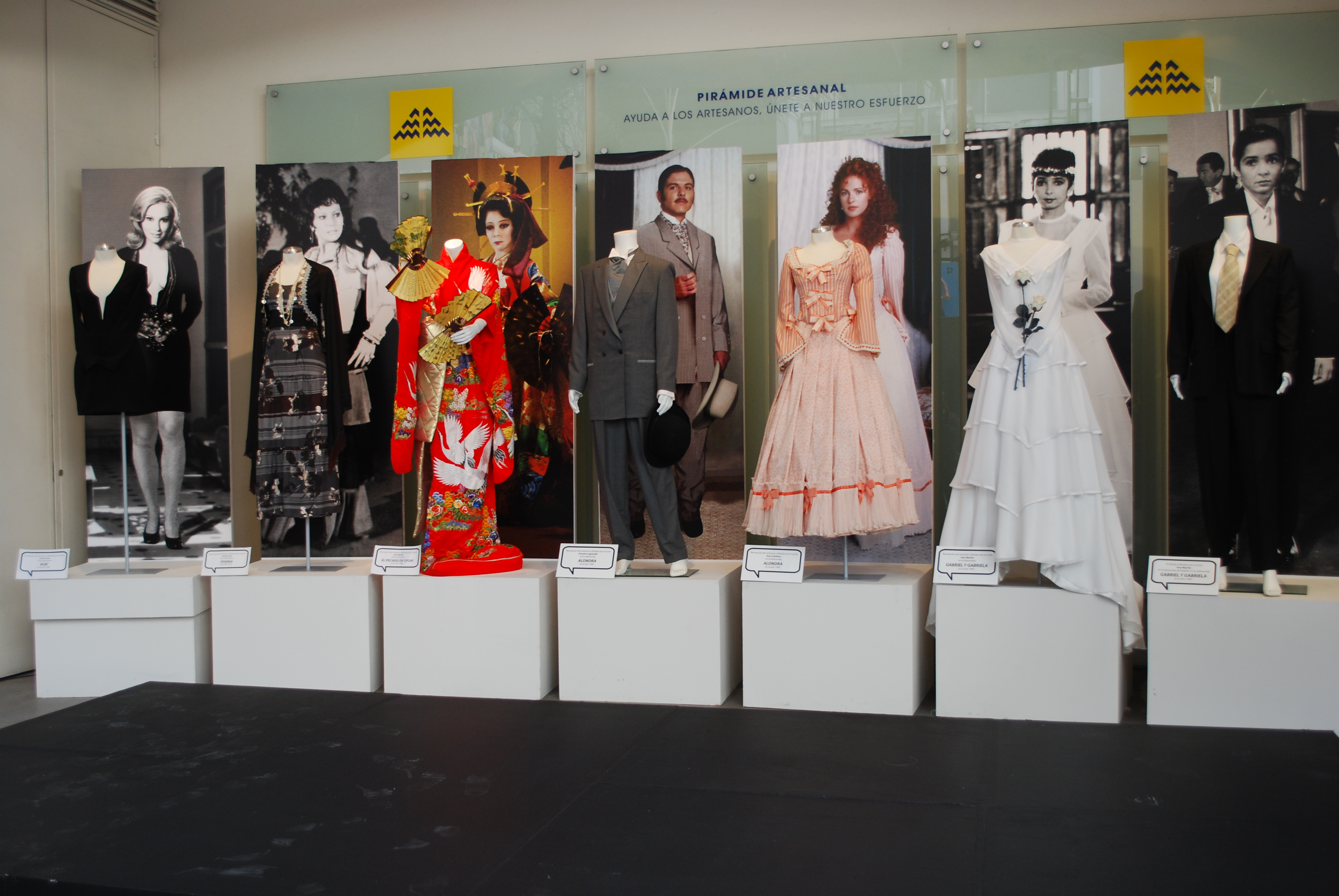
Реквизит из фильмов и сериалов, созданных Иоландой Варгас Дульче. Музей народного искусства в Мехико.

Варгас Дульче родилась в Мехико в бедной семье, жила с сестрой Эльбой и родителями Армандо Варгаса Де Ла Маза и Жозефин Дульче. Нестабильное финансовое положение семьи сопутствовало постоянным переездам, из-за чего девочки часто меняли школы. Все это привело Иоланду к знакомству с различными классовыми элементами мексиканского общества, впоследствии повлиявшими на создание литературных персонажей и образов. За время переездов Иоланда также успела побывать в США, после чего навсегда осела в Мехико.
Бедность вынуждала Варгас Дульче работать в нескольких местах. Работая на станции XEW-AM, она сотрудничала с Эмилио Азкаррагой Видаурретой, исполняя песни Агустина Лары, Педро Варгаса и Тони ла Негры. После чего создала дуэт со своей сестрой под названием "Rubia y Morena", выступая вместе с Агустином Ларой. Позже появились доходы от писательской деятельности.
Во время писательской деятельности она познакомилась со своим мужем - Гильермо де ла Парра, у них родилось пятеро детей, а после на свет появилось одиннадцать внуков, среди которых есть и знаменитые: певец и актёр Мане де ла Парра и дирижёр Алондра де ла Парра.
Работая вместе с мужем, смогла добиться успеха и получить свою известность как писатель, иллюстратор комиксов, продюсер кино и телевидения. На собственные деньги Варгас Дульче построила целый город в штате Дуранго, а также школы и дома. Все это существует до сих пор.
Вместе с мужем она создала издательскую группу Vid, в которой публиковались их работы. Вместе они открыли Сеть Отелей Krystal, расположенных в Мехико, Канкуне, Икстапе и Пуэрто-Вальярте. В течение нескольких десятилетий она была самым читаемым писателем Мексики.
Варгас Дульче умерла 8 августа 1999 года, оставив незавершённой свою автобиографию «Запах времени» (ориг. Aroma del tiempo).

## Карьера
На протяжении своей карьеры она была певицей, журналисткой, матерью и бизнес-леди, но она наиболее известна своими комиксами, особенно Мемин Пингвин, а также написанием и продюсированием теленовелл с 1940-х по 1990-е годы. 
Она начала свою писательскую карьеру как способ пополнить доход от пения, начиная с газеты ESTO и редакции Argumentos. Затем она начала писать эссе и рассказы для журнала El Pepín, где впервые в 1940-х годах создала чернокожего персонажа, который впоследствии превратился в Мемина Пингина. Название произошло от прозвища её парня Пинго. Она также писала для Novedades de México. Затем она была нанята изданием Chamaco в три раза больше, чем она делала раньше. Однако из-за личного конфликта с начальником она сэкономила деньги и, когда могла, покинула издание, чтобы создать свою собственную компанию, но это не удалось.
Несмотря на провал, к 1960 году она опубликовала более дюжины прибыльных комиксов. Её успех вдохновил мужа на написание статей, что привело к его первому успеху под названием Раротонга. Их совместный успех обеспечил достаточный доход, чтобы основать Grupo Редакционное Vid и начать производство теленовелл и фильмов, основными постановками которых являются «Cinco rostros de mujer», «Мария Изабель», «Есения», «Руби», «Ladronzuela» и «Габриэль и Габриэла».
Её стиль написания комиксов считается уникальным, и был популярен в Мексике более сорока лет, особенно среди низших слоёв общества. На пике своей популярности она была самой читаемой женщиной в Мексике, после Корин Телладо в испанском языке вообще, с её комиксами, продававшимися тиражом 25 миллионов копий в месяц. У неё было более шестидесяти работ, опубликованных в Мексике, а также в Индонезии, Китае, Японии, Италии, Колумбии, Соединённых Штатах и на Филиппинах.
Она считается пионером популярной литературы в Мексике, которую называют «Королевой комиксов». Её работы получили различные признания, в том числе признание на первом Национальном конгрессе коммунистических и общественных объединений в Мехико. В 2006 году мексиканский кинематографист Дэвид Рамон опубликовал книгу «La reina de la Historietas de México». В 2012 году Museo de Arte Popular в сотрудничестве с Редакционное Vid и Televisa почтили память Варгаса Дульче выставкой её работ, особенно в том, как она появлялась в кино и на телевидении.

## Её работы
Её основные работы включают комиксы и сценарии к мексиканским теленовеллам, некоторые из которых перешли в кино и на телевидение. Её самая важная комическая работа основана на персонаже по имени Мемин Пингин, который считается иконой мексиканских комиксов. Созданный в 1943 году комикс повествует о чёрном мальчике с преувеличенными чертами лица, который является мечтателем и обманщиком, но всегда поступает правильно. Его имя было вдохновлено её мужем Гильермо де ла Парра, которого коллеги называли «пинго» из-за его шуток. Персонаж, который появляется в фильмах и на радио вместе с комиксами, до сих пор является важной частью современной мексиканской поп-культуры. В 1985 году министерство образования Мексики объявило, что Memín Pinguín требует чтения в государственных школах, потому что «это способствует уважению к семье и учреждениям в учащихся». Она начала публиковать другие рассказы и комиксы в 1950-х годах. Среди других персонажей комиксов — сериал под названием «Эль Пекадо де Оюки» («Грех Оюки»), основанный на японской женщине, и Мария Изабель, о бедной женщине из коренных народов, которая приезжает в город с маленькой девочкой, которая не является её дочерью. Марию Изабель сыграла актриса Сильвия Пиналь в киноверсии.
Другими её главными работами были теленовеллы, романы, адаптированные в телевизионные сериалы с определённым началом и концом. Одним из наиболее важных из них является Руби (1969) об умной и красивой женщине, главные интересы которой — деньги и власть. Версия мексиканской теленовеллы (2004 г.) с участием звёзд Руби Барбары Мори, Эдуардо Сантамарина, Жаклин Бракамонтес, Себастьяна Рулли и Аны Мартин, а также телесерийская версия этой истории была создана на Филиппинах в 2010 году. Другие успешные радиовести. и теленовеллы включают Cinco rostros de mujer (1947), Zorina(1949), Ladronzuela (1949) Yesenia (1970), Encrucijada (1970), El amor de María Isabel (1971), Gabriel y Gabriela (1982) и Alondra (1995).